# آن كولينز (موسيقية)
آن كولينز (بالإنجليزية: Anne Collins)‏ هي موسيقية ومغنية ومغنية أوبرا بريطانية، ولدت في 29 أغسطس 1943، وتوفيت في 15 يوليو 2009.

## وصلات خارجية
- آن كولينز على موقع ميوزك برينز (الإنجليزية)
- آن كولينز على موقع أول ميوزيك (الإنجليزية)
- آن كولينز على موقع ديسكوغز (الإنجليزية)